# 石山純恵
石山 純恵（いしやま すみえ）は、日本の実業家。CRF（株式会社クリフ）代表取締役。地方創生の専門家。地域の女性雇用や学童保育の設立など女性活躍の場を整えたことが評価され、2012年に日本商工会議所第12回女性起業家大賞を受賞。

## 人物
福島県福島市で生まれ育つ。20歳で会社を辞めヨーロッパ観光に行ったことがきっかけで、ギリシャとの往復を繰り返す生活を始め、32才でフランス系カナダ人の男性と国際結婚、出産。夫婦で英会話スクールや英語の保育園などで起業するが、離婚を機に失職。2008年に多言語翻訳、研修を主な事業とし株式会社クリフを設立。学童保育所の運営、県産品の風評被害払拭事業なども手掛ける。
クリフは各種研修、コンサルティングなど、ソフト面の経営支援ビジネスで、アベノミクスを追い風に成長を続け、被災地復興の新たな担い手として、女性の起業支援にも注力。2011年3月11日に発生した東日本大震災に伴う福島第一原子力発電所事故の影響で国際会議が増え、専門的な知識が求められる内容の翻訳業務なども請け負う。クリフ（CRF）には「崖」という意味があり、過去の実業家としての経験が投影され、「何事にも崖っぷちに立つ想いで精進していこう」という決意が込められているが、コミュニケーション（C）・ルネッサンス（R）・福島（F）である。
会社経営の傍ら「福島市行政改革アドバイザー」を委嘱（3期）、大学の非常勤講師を兼任。起業支援、女性の活躍推進事業、行政団体、銀行、総合病院などをはじめ、多くの企業にてアドバイザリーボードとして活躍。「女性が幸せだと男性もおのずと幸せになれる」との考えから野球の福島レッドホープスレディースを支援。乳がん検診受信の啓発を目的とする「ピンクリボン運動」にも参画。東北電力の無線鉄塔など4施設をピンク色にライトアップする事業の実行委員長を務める。
25年間にわたる子どもの英語・英会話教育にかかわる事業では、200名以上の子どもの海外ホームスティ・短期留学を実施、サポートした。放課後児童健全育成事業（学童保育）に20年間携わった。福島リビング新聞社「ハッピー女性学」「子育てコラム」を連載した。
大のUFO好きで、矢追純一の愛読者であった。ニューメキシコ州ロズウェルまでUFOの墜落現場を探しに行ったことがある。長淵剛とYOSHIKIの大ファン。

## 略歴
- 2008年（平成20年） 
  - 2月、株式会社クリフ 設立[12]
  - 4月、福島市国際交流協会F-IFA 運営委員（～2011.3）
  - 6月、福島大学「起業論」 非常勤講師（～2011.3）
  - 7月、福島リビング新聞コラム連載連載（～2015.3)
  - 10月、福島市行政改革アドバイザー委嘱（～2011.3）
- 2010年（平成22年） 
  - 4月、桜の聖母短期大学「英語」非常勤講師（～2014.3）
- 2011年 - 東日本大震災で子供と避難した母親から相談を受けたことがきっかけで学童保育所の運営を開始[12]。
- 2012年（平成24年） 　
  - 2月、特定非営利活動法人 未来創造センター トモロ設立に参画、副理事長（～2016.3）
- 2013年（平成25年）
  - 3月、福島商工会議所、優良企業表彰制度、社会貢献部門「金賞」、経営革新部門「銀賞」受賞。
  - 8月、全国商工会議所女性会連合会（日本商工会議所）。第12回　女性起業家大賞「最優秀賞」受賞。
  - 11月、ふくしまベンチャーアワード2013「金賞」受賞。
- 2014年（平成26年） 
  - クリフが福島県が県産品の風評払拭を目指し、県外に講師を派遣する「ふくしまの今を語る人」受託事業者に[18]。
  - 4月、内閣官房 地域活性化伝道師 委嘱。
  - 8月、福島県子育て世代向けコワーキングスペース開設・運営支援事業。コワーキングスペース なび 開設。
- 2015年（平成27年）- 4月、福島県地域創生・人口減少対策有識者会議 委員。
- 2016年（平成28年）- 6月、福島県労働委員会使用者委員。委嘱。
- 2017年（平成29年）
  - 12月、福島民報社 ふくしま産業賞「銀賞」受賞。
- 2020年（令和2年）
  - 1月、学童保育事業部門を主体とする子会社「株式会社アピコス」を設立。
  - 4月、株式会社アピコスの全株式を株式会社リーフラスに譲渡し、学童保育事業部門を株式会社アピコスに分割。
  - 6月、福島県労働委員会第45期委員に任命[5]。
- 2021年（令和3年）
  - 9月‐12月、福島民報【民報サロン】に自由なテーマで全6回執筆[17]。
  - 12月、東京都にて受託事業者として東京電力福島第一原発事故に伴う避難区域が設定された地域での起業に向けた福島県内市町村と起業希望者とのマッチングイベントを開催[19]。
- 2022年（令和4年）- 国際女性会議2022WAW!有識者メンバーに選ばれる[2]。
- 2023年（令和5年）-キョウワプロテック株式会社　取締役就任[20]
- 2023年（令和5年）-国立大学法人　福島大学　経営協議会委員[21]、学長選考・監査会議委員[22]就任
- 2024年（令和6年）-福島県医師会倫理審査委員会　委員委嘱[23]
- 2024年（令和6年）-こころネット株式会社　取締役就任[24][25]

## 受賞歴
- 2013年3月 - 福島商工会議所、優良企業表彰制度、社会貢献部門「金賞」、経営革新部門「銀賞」受賞。
- 2013年8月 - 全国商工会議所女性会連合会（日本商工会議所）第12回　女性起業家大賞「最優秀賞」受賞[27]。
- 2013年11月 - ふくしまベンチャーアワード2013「金賞」受賞[28]。
- 2017年12月 - 福島民報社 ふくしま産業賞「銀賞」受賞。

その他

## メディア出演

### ラジオ
- 2019年11月8日 - ラジオ福島「vol.9 / 石山 純恵さん(㈱CRF（クリフ） 代表取締役)」[29]